# Ostrov Pojarevo
Ostrov Pojarevo este o arie protejată (arie de protecție specială avifaunistică — SPA) din Bulgaria întinsă pe o suprafață de 975,79 ha, integral pe uscat.

## Localizare
Centrul sitului Ostrov Pojarevo este situat la coordonatele 44°03′53″N 26°41′58″E / 44.0647°N 26.6994°E.

## Înființare
Situl Ostrov Pojarevo a fost declarat arie de protecție specială avifaunistică în martie 2007 pentru a proteja 40 de specii de animale.

## Biodiversitate
Situată în ecoregiunea continentală, aria protejată nu include niciun habitat protejat.
La baza desemnării sitului se află mai multe specii protejate de  păsări (40): uliu păsărar (Accipiter nisus), fluierar de munte (Actitis hypoleucos), pescăruș albastru (Alcedo atthis), rață sulițar (Anas acuta), rață pitică (Anas crecca), rață fluierătoare (Anas penelope), rață mare (Anas platyrhynchos), rață cârâitoare (Anas querquedula), rață pestriță (Anas strepera), gârliță mare (Anser albifrons), gâscă cenușie (Anser anser), stârc cenușiu (Ardea cinerea), stârc galben (Ardeola ralloides), rață-cu-cap-castaniu (Aythya ferina), rața moțată (Aythya fuligula), gâsca cu piept roșu (Branta ruficollis), Bucephala clangula, șorecarul comun (Buteo buteo), caprimulg (Caprimulgus europaeus),  prundaș gulerat mic (Charadrius dubius), dumbrăveancă (Coracias garrulus), ciocănitoare de grădină (Dendrocopos syriacus), ciocănitoare neagră (Dryocopus martius), egretă albă (Egretta alba), egretă mică (Egretta garzetta), cufundar polar (Gavia arctica), codalb (Haliaeetus albicilla), ferestraș mic (Mergus albellus), Mergus serrator, gaia neagră (Milvus migrans), stârc de noapte (Nycticorax nycticorax), pelican creț (Pelecanus crispus), cormoran mare (Phalacrocorax carbo), cormoran mic (Phalacrocorax pygmeus), ciocănitoare verzuie (Picus canus), lopătar (Platalea leucorodia), țigănuș (Plegadis falcinellus), corcodel mare (Podiceps cristatus), corcodel-cu-gât-negru (Podiceps nigricollis), corcodel mic (Tachybaptus ruficollis)
Pe lângă speciile protejate, pe teritoriul sitului au mai fost identificate 10 specii de păsări.